# White Motor Company
La White Motor Company  è stata una Casa automobilistica statunitense produttrice di automobili a vapore, che fabbricò anche autocarri, autobus e biciclette. È stata attiva tra il 1900 ed il 1980. Prima della seconda guerra mondiale, la compagnia aveva sede a Cleveland, nell'Ohio.

## Storia

### La genesi della tecnologia White per la propulsione a vapore

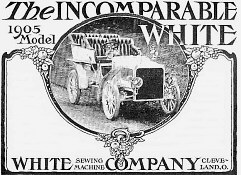
Manifesto pubblicitario del 1905 di una vettura della White Motor Company

Intorno al 1898, Thomas H. White, imprenditore nel campo delle macchine da cucire con la White Sewing Machine Company, acquistò una Locomobile con motore a vapore, e trovò la caldaia del suo propulsore poco affidabile. Così suo figlio Rollin H. White espose alcune idee per migliorare il suo design. Sviluppò quindi un generatore di vapore a tubi che consisteva in una serie di bobine in fila con due novità: la prima, quella fondamentale, era che i tubi erano uniti nella parte superiore dell'unità, e questo consentiva all'acqua di fluire attraverso ad essa solo quando era pompata, permettendo quindi il controllo della generazione di vapore; la seconda invece era che il vapore fuoriusciva dal tubo più basso, che era quello più vicino al fuoco, e ciò consentiva il controllo della temperatura del vapore stesso. La seconda caratteristica era critica perché le automobili a vapore della White operavano con vapore surriscaldato per sfruttare i vantaggi delle sue proprietà uniche alle alte temperature.

### Le automobili a vapore White

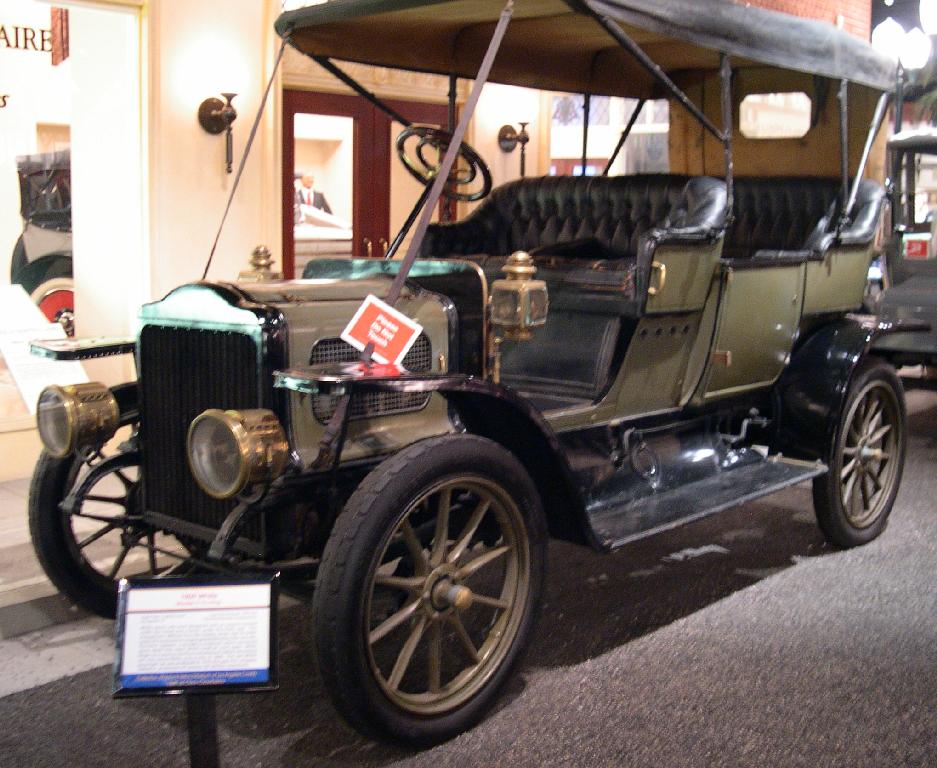
Una White turismo del 1909 al Petersen Automotive Museum

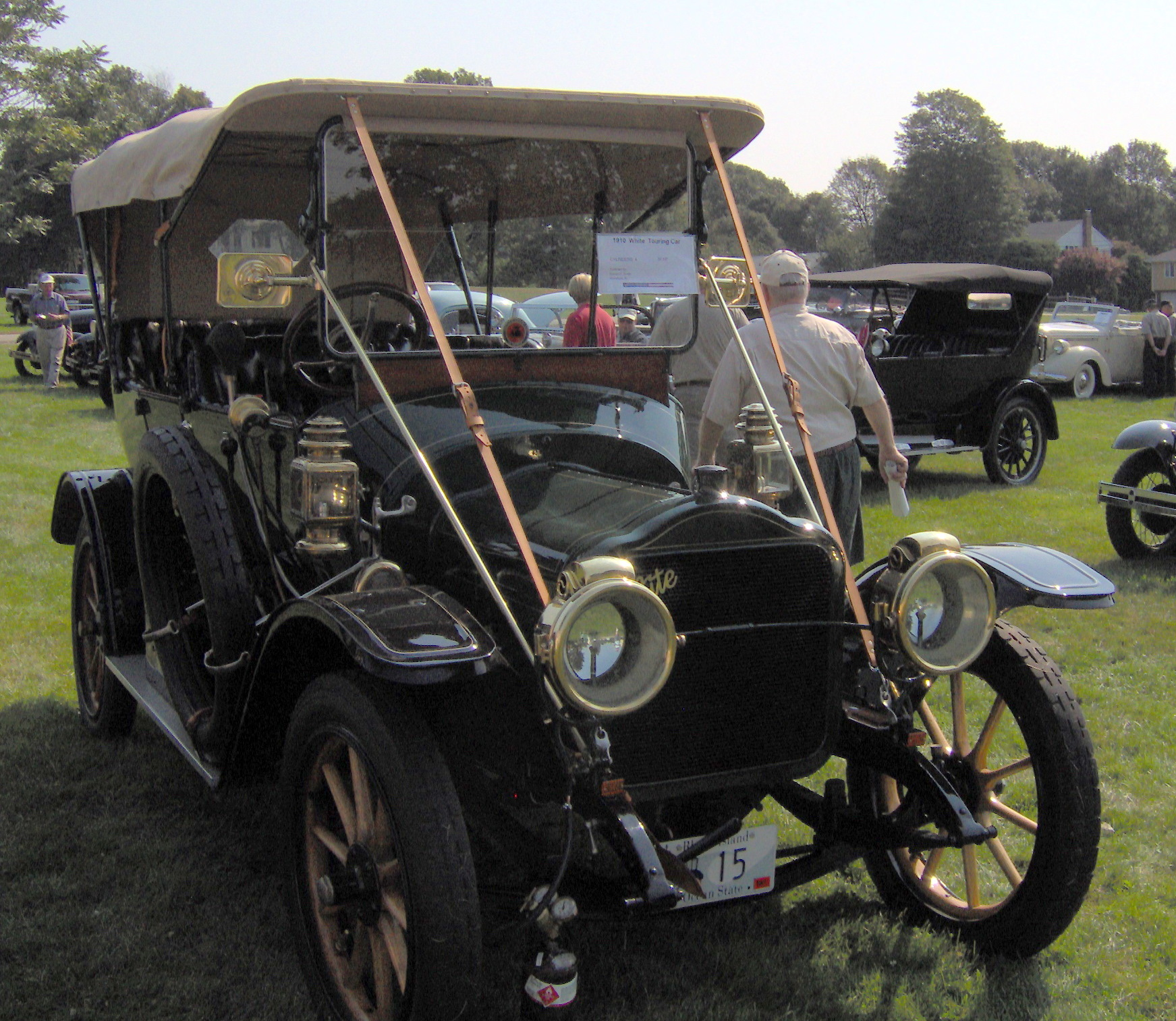
Una White torpedo del 1910

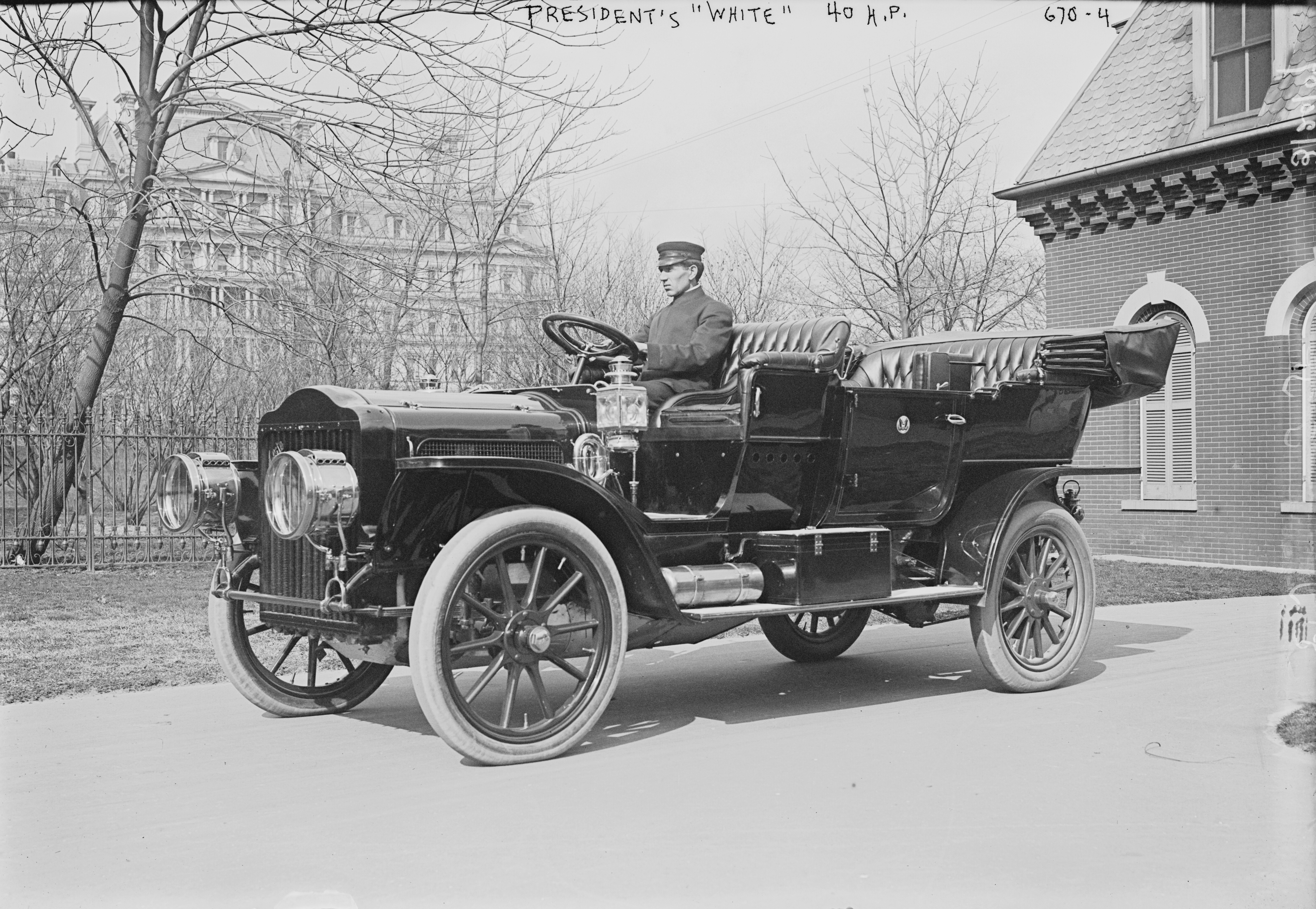
La White Model M 40, auto ufficiale del Presidente degli Stati Uniti

Rollin H. White brevettò la nuova tecnologia da lui inventata e la offrì, tra gli altri, alla Locomobile. Alla fine persuase suo padre, che aveva una buona esperienza e possedeva spirito imprenditoriale, di permettergli l'uso di un angolo dei fabbricati adibiti alla costruzione delle macchine da cucire per realizzare automobili complete.
Il fratello di White, Windsor, che aveva talento nella direzione aziendale, si unì alla nuova attività seguito da un altro fratello, Walter, che fu impiegato nelle vendite, nella promozione e nella distribuzione dei prodotti. Il primo gruppo di quindici vetture fu completato nell'ottobre del 1900, ma nessuno fu offerto al pubblico fino all'aprile dell'anno seguente. In questo modo la progettazione poteva essere accuratamente vagliata, e le vetture potevano essere così offerte dal dipartimento automobilistico della compagnia produttrice di macchine da cucire, anche se quest'ultima non poteva permettersi il danneggiamento della reputazione dall'introduzione di un prodotto nuovo e mai testato. Le automobili a vapore della White furono però un successo fin dall'inizio, e questo fu il risultato dello scrupoloso sviluppo.
Nel 1905 fu necessario separare il dipartimento automobilistico dalla compagnia produttrice di macchine da cucire per consentire la crescita del business del primo. Un altro motivo che condizionò la scelta fu lo scoppio di un incendio nel reparto verniciatura, che poteva chiudere entrambe le attività.
Nel 1909 il neoeletto Presidente degli Stati Uniti d'America William Howard Taft scelse una White Model M 40 torpedo a sette posti come auto ufficiale. Questo generò un parere favorevole della stampa nei riguardi della White Motor Company.
La White costruì le sue ultime automobili a vapore nel 1910, sebbene continuò a mostrarle sui propri cataloghi fino al 1912.
Oggi, solo circa 150 automobili a vapore della White sono giunte sino a noi, rispetto alle 10.000 o più che furono costruite. La White Motor Company produsse più vetture a vapore di ogni altro costruttore, persino di più della più famosa Stanley.

### I modelli a benzina
La crescita della capacità produttiva delle società dei White fu considerevole. Ciò significò, tra le altre cose, che dovevano fare molta attenzione al mercato, poiché una scarsa qualità produttiva o un rallentamento nelle vendite avrebbe potuto essere amplificato dai costi di produzione. Le automobili a vapore della White erano eccellenti vetture, ed avevano anche una tecnologia unica; questo però le rese vulnerabili in un mercato in cui si stavano imponendo i motori a combustione interna. In risposta a ciò, la White si avvicinò alla produzione di motori a scoppio, che era agli inizi, ed acquisì la licenza dalla Delahaye per la loro fabbricazione, presentando un telaio completo ad un'esposizione automobilistica inglese nel dicembre 1908.

### I trattori White

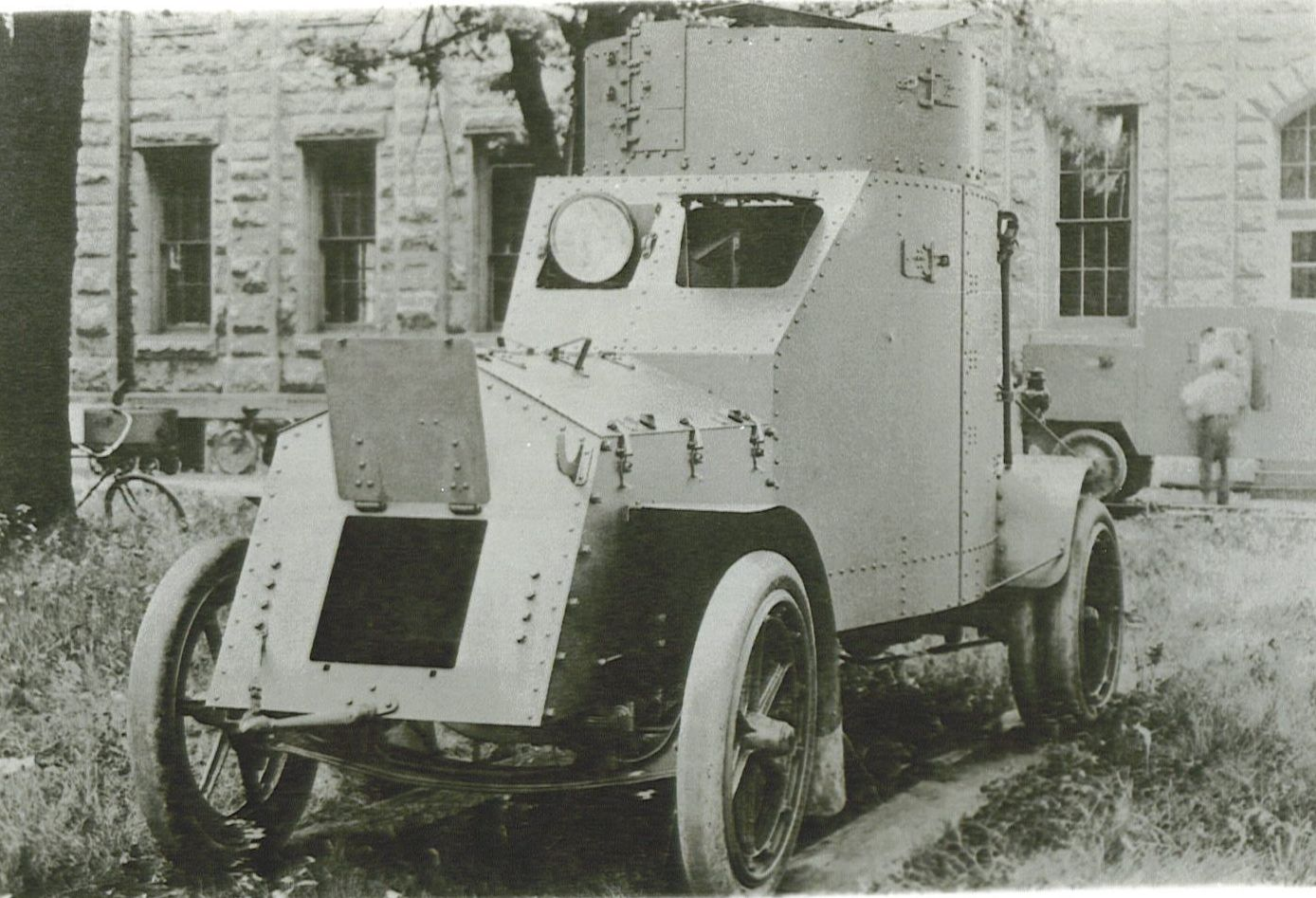
Un veicolo per uso militare del 1916 prodotto dalla White

All'inizio degli anni dieci, a Rollin H. White crebbe l'interesse per i trattori agricoli, e sviluppò la relativa progettazione traendo spunto da quella dei componenti degli autocarri White. Quando la White Motor Company non fu più interessata alla produzione di trattori, Rollin White, con il design da lui sviluppato e con l'aiuto di suo fratello Clarence, fondò la Cleveland Motor Plow, che divenne più tardi Cletrac tractor.
Nei primi anni venti, Rollin H. White fabbricò per un breve periodo la cosiddetta Rollin car per diversificare la produzione principale, che era quella di trattori. Si rese però presto conto che il veicolo non poteva essere competitivo nei costi di fabbricazione, rispetto al prezzo di vendita, nei confronti delle vetture costruite dai produttori maggiori.
La White ebbe successo con la produzione di mezzi pesanti, che furono anche impiegati nel mondo durante la prima guerra mondiale. La White rimase poi nell'industria degli autocarri per decenni.

### La produzione di autocarri

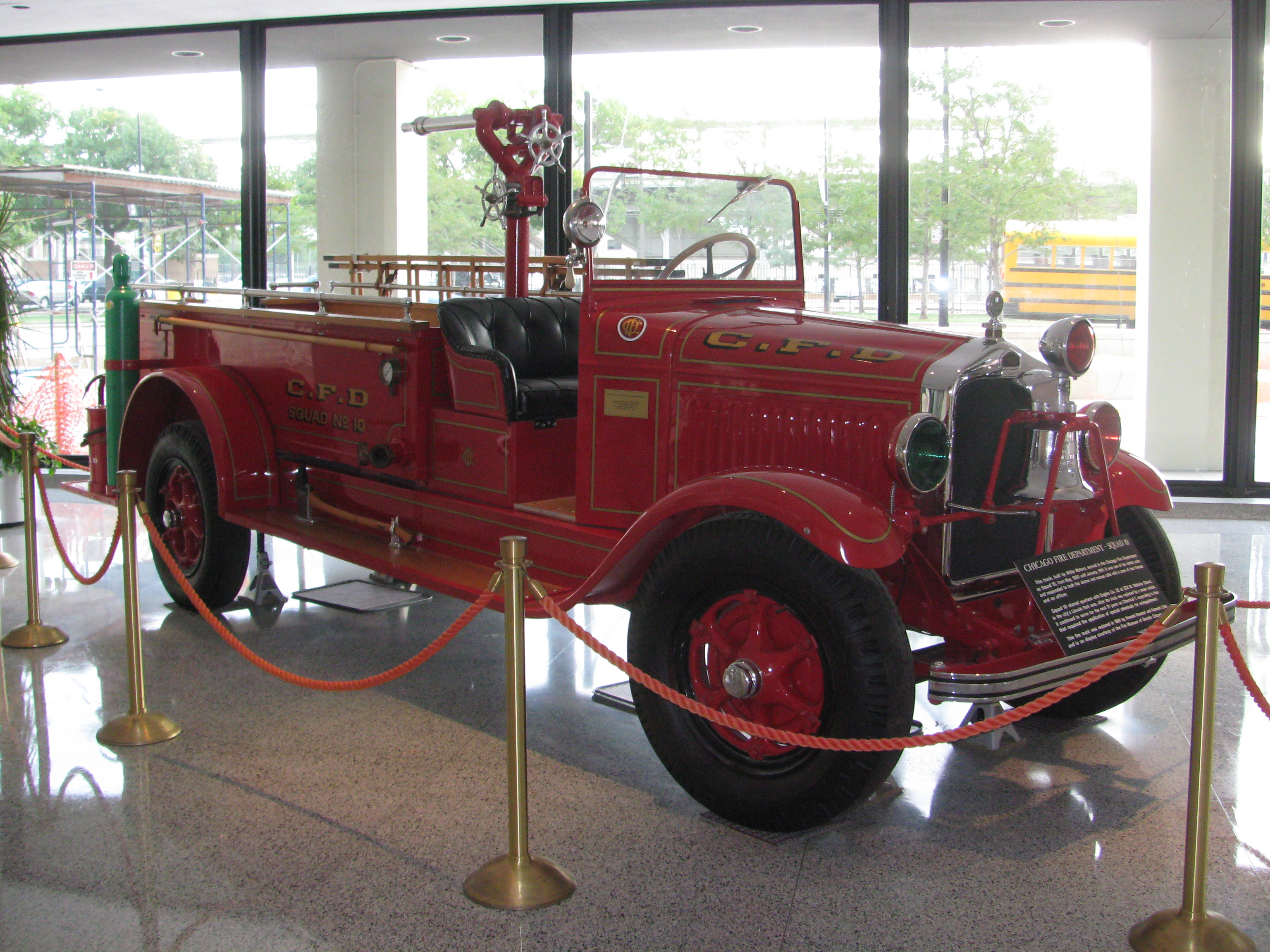
Un autocarro in servizio al Chicago Fire Department dal 1930 al 1941

La White Motor Company terminò la produzione di autovetture dopo la prima guerra mondiale, ed iniziò la costruzione di autocarri. La compagnia riuscì presto a raggiungere la quota di mercato del 10% degli autocarri fabbricati negli Stati Uniti, ed i camion ed i bus della White diventarono famosi per loro qualità. Sebbene la White producesse autocarri di tutte le grandezze, dai veicoli da trasporto leggero agli autoarticolati, dopo la seconda guerra mondiale fu deciso di fabbricare solamente camion di grandi dimensioni.
Durante questo periodo la White acquistò diverse compagnie costruttrici di autocarri: la Sterling, l'Autocar, la Diamond T e la REO. In seguito la White decise di vendere la Consolidated Freightways attraverso i propri concessionari, e produsse camion con marchio Autocar a seguito dell'acquisizione dell'azienda. La Diamond T e la REO Motor Car Company furono fuse nella divisione Diamond Reo Trucks, che interruppe la produzione negli anni settanta.
Un trattore stradale per autoarticolato della White ebbe un ruolo importante ne La furia umana, un film del 1949 di James Cagney. Questo periodo fu probabilmente il momento di massima penetrazione nel mercato della White Motor Company, con i trattori con rimorchio mossi da motori a benzina che rappresentavano la gran parte delle vendite.
La White progettò e produsse, insieme ad altre compagnie, l'M3 Scout Car, un veicolo da ricognizione dell'esercito degli Stati Uniti usato all'inizio della seconda guerra mondiale, che servì successivamente come base per l'M2 Half-track e l'M3 Half-track, entrambi veicoli semicingolati utilizzati sia nei combattimenti che come trattori da rimorchio.
Negli anni settanta, la White fondò la divisione White Western Star (che poi divenne Western Star Trucks) per vendere autocarri nella West Coast.

### Gli autobus White

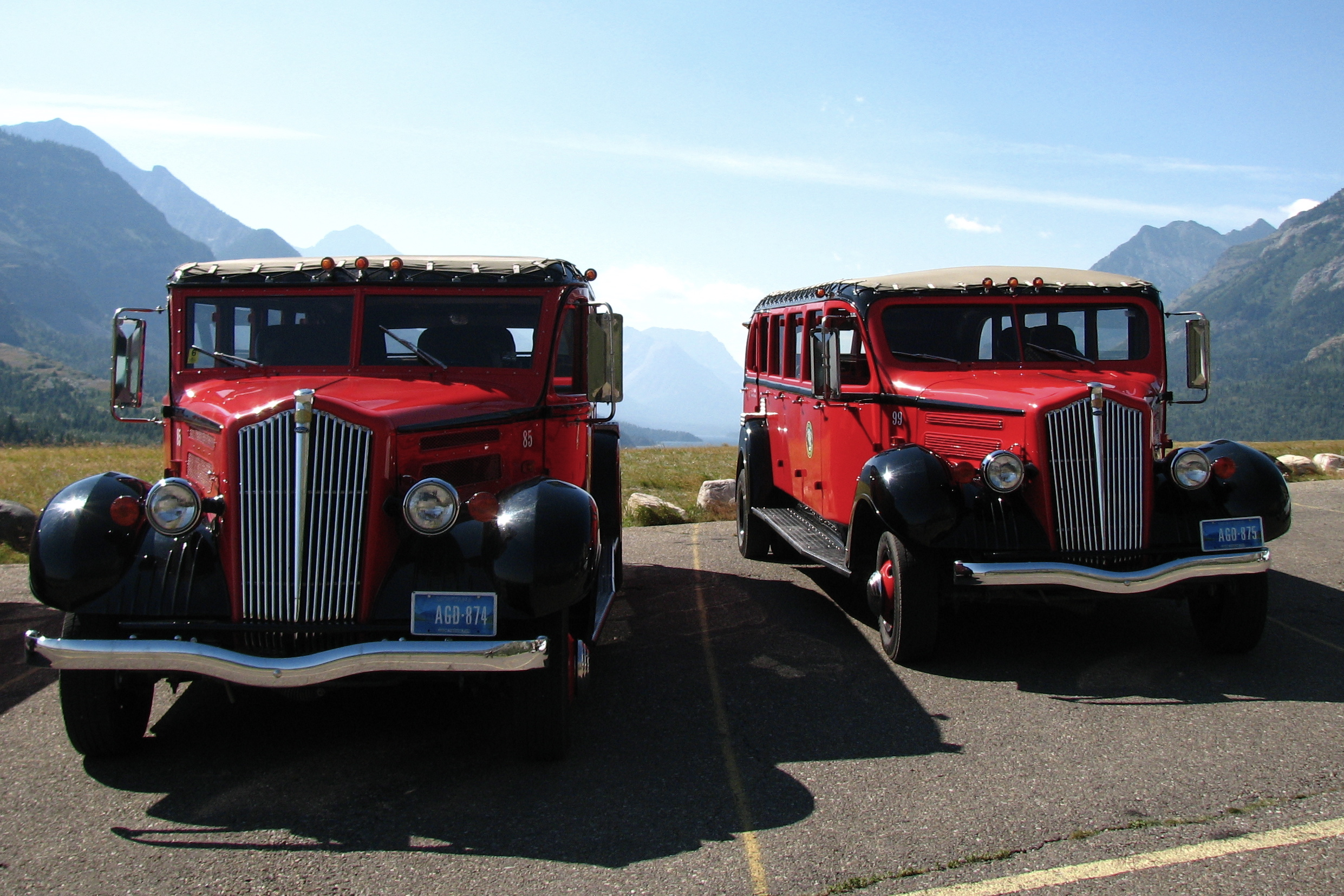
Due red jammers al Prince of Wales Hotel

Negli anni trenta la White produsse 500 esemplari del Model 706, un autobus specificatamente progettato per trasportare passeggeri nei parchi nazionali dell'ovest degli Stati Uniti d'America. Questo veicolo, con capote in tela ripiegabili all'indietro, era il prodotto del noto progettista industriale Alexis de Sakhnoffsky, ed operava originariamente in sette parchi nazionali. Oggi, nel Glacier National Park sono in servizio 33 dei 35 autobus originali, dove sono denominati Red Jammers, e 7 sono stati rinnovati per tornare ad essere utilizzati nel Parco nazionale di Yellowstone. I 33 esemplari del Glacier National Park ed i 7 del Parco di Yellowstone sono stati restaurati dalla Ford; i primi tra il 2000 ed il 2002, mentre i secondi nel 2007. Ogni parco conserva un autobus in condizioni originali. Inoltre, sul luogo della battaglia di Gettysburg, operano due autobus originali provenienti dal parco di Yellowstone.

### Le attività extralavorative per i dipendenti della White
Nel corso del tempo i fratelli Walter e Windsor White crearono nell'omonima Casa automobilistica un buon ambiente lavorativo.
La compagnia aveva una biblioteca, un negozio che vendeva articoli di prima necessità e delle squadre sportive. Venivano anche organizzati concerti diretti da orchestre o eseguiti da gruppi jazz, oltre ad esibizioni musicali realizzate dai dipendenti, molti dei quali erano immigrati dalla Slovenia e dalla Polonia. L'azienda organizzava anche picnic al Euclid Beach Park. Anche grazie a queste iniziative, la White era molto ambita come posto di lavoro, e spesso i padri erano seguiti dai figli a lavorare nell'azienda. I dirigenti poi visitavano spesso lo stabilimento.
Dopo che Walter White morì in un incidente stradale, la direzione aziendale cambiò, e di conseguenza mutò anche l'atteggiamento della compagnia nei confronti dei dipendenti. I lavoratori organizzarono poi uno dei primi sindacati degli impiegati del settore automobilistico. La grande depressione aggravò la situazione, causando un calo delle vendite ed obbligando la White ad unirsi alla Studebaker. Comunque, dopo breve tempo, la White ridiventò indipendente.
Nel 1935 Robert Fager Black diventò presidente della White, ma i lavoratori erano ancora scontenti ed organizzarono uno sciopero. Black cercò di parlare agli scioperanti, offrì loro persino dell'equipaggiamento da baseball e li lasciò giocare durante lo sciopero così che avessero qualcosa da fare. Gli scioperanti si resero presto conto che la White era in serie difficoltà, e tornarono in fabbrica a lavorare.

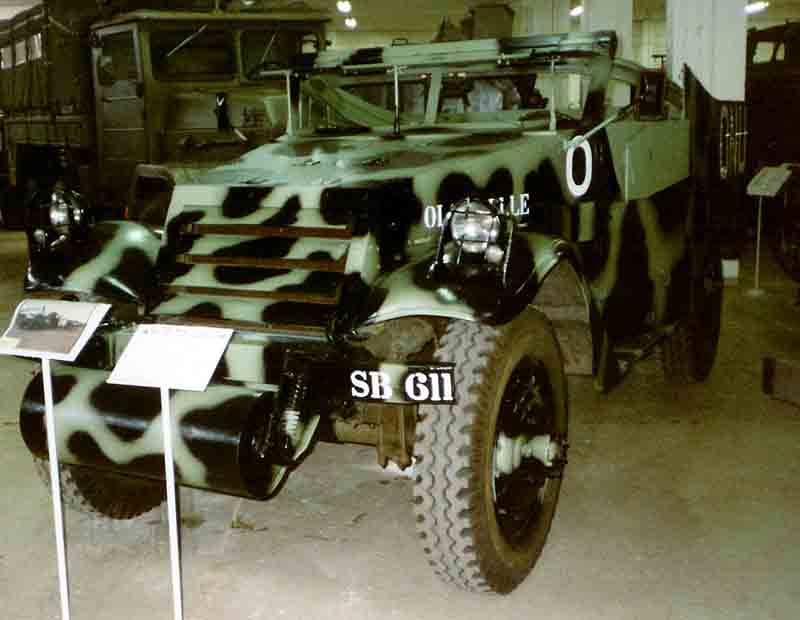
Un M3 Scout Car prodotto dalla White

Black riuscì ad imparare i nomi dei dipendenti, visitò frequentemente gli impianti, e chiese ai clienti se erano soddisfatti di ciò che avevano acquistato. Chiunque poteva recarsi a visitare il suo ufficio.
Black riuscì a riportare la White Motor Company nello stato precedente alla crisi, ed una volta che scoppiò la seconda guerra mondiale la compagnia ebbe un ruolo nelle forniture militari con la vendita di molti suoi prodotti. Quando i mariti partirono per il fronte, le mogli li sostituirono nel loro impiego, portando la forza lavoro a 4.000 dipendenti. Con Black la White tornò a fornire i servizi che la compagnia offriva un tempo ai lavoratori, e diede inoltre a questi ultimi la possibilità di recarsi al lavoro con il car pooling.
Black si ritirò nel 1956, ancora amato dai dipendenti.

### La scomparsa
Nel 1953 la White acquistò l'Autocar Company, un'azienda produttrice di autocarri che aveva il sito produttivo in Pennsylvania. Dagli anni cinquanta fino al 1975, la White distribuì autocarri Freightliner grazie ad un accordo con la Casa detentrice del marchio, la Consolidated Freightways Inc..
La White costruiva, ognuno con il proprio marchio, autocarri White, Autocar e Western Star, così che la compagnia era conosciuta negli anni settanta come "Big Four". Il nome Sterling non fu mai utilizzato, sebbene la White ne avesse la proprietà, e fu ceduto alla Freightliner dopo che le aziende interruppero il loro rapporto; oggi è usato dal gruppo proprietario di quest'ultimo marchio, più precisamente dalla Daimler.
Le vendite calarono drasticamente durante gli anni sessanta, e la White Motor Company cercò di fondersi con la White Consolidated Industries, l'azienda che produceva macchine per cucire, ma il governo federale degli Stati Uniti bloccò l'accordo. La compagnia aprì nuovi impianti in Virginia ed in Utah, dove non erano presenti sindacati, ma questo non portò i benefici sperati. Semon Knudsen, ex presidente della Ford, riuscì a riportare la White a risultati positivi per un breve periodo, ma il declino continuò. Più tardi il governo federale approvò la fusione con la White Consolidated, ma la dirigenza di quest'ultima aveva il timore di venire coinvolta dai problemi della White Motor Company. Furono anche prese in considerazione fusioni con la Daimler-Benz e la Renault.
Nel 1980 la White fu insolvente. L'anno successivo la Volvo acquistò le sue sezioni statunitensi ancora in attivo, mentre due compagnie del settore energetico imparentate tra loro con sede a Calgary, in Canada, vale a dire la Bow Valley Resource Services e la NovaCorp, acquisirono le sezioni canadesi, inclusi gli impianti di Kelowna, nella Columbia Britannica, ed il marchio Western Star.
La Volvo costruì autocarri con marchio White ed Autocar durante gli anni ottanta, mentre la produzione di automezzi Western Star continuò in maniera indipendente in Canada e negli Stati Uniti. La Volvo-White fabbricò poi camion a cabina avanzata rimarchiati Western Star per commercializzarli nel mercato canadese durante gli anni novanta.
La Volvo acquistò la sezione di mezzi di trasporto leggeri della GMC nel 1987, e la fuse con la White, creando la White-GMC. La Western Star fu poi ceduta all'imprenditore australiano Terry Peabody nel 1990. Successivamente, la Western Star fu rivenduta da Peabody alla Daimler, che la fuse con la Freightliner, già di sua proprietà.
La Volvo eliminò poi ogni riferimento della White nel marchio dei veicoli prodotti, ed oggi infatti gli autocarri venduti dalla Casa automobilistica svedese nel Nord America sono commercializzati come Volvo Trucks North America. Il marchio Autocar rimase parte della Volvo fino al 2000, quando fu ritirato dal mercato e venduto alla Grand Vehicle Works insieme alla gamma di mezzi pesanti Xpeditor a cabina bassa. Quest'ultimo rimase in produzione fino a quel momento con il marchio Autocar, e fu l'ultimo residuo di ciò che era una volta il produttore di mezzi commerciali leader in America.
Una società controllata un tempo dalla White, la White Farm Equipment, produsse trattori agricoli fino al 2001. Gli ultimi veicoli fabbricati con il marchio White furono dei macchinari per piantare il granoturco (costruiti dalla AGCO) e dei trattori per giardino (costruiti dalla MTD Products) che furono prodotti fino al 2006.

## Alcuni veicoli prodotti dalla White
- WA
- WC
- WX42
- White Horse
- 50A bus
- 700
- 706 National Park bus
- 800
- 1500

- 3000
- 4000
- 5000
- 7000
- 9000
- Construcktor
- PDQ Delivery
- Road Boss 1 e 2
- Road Commander 1 e 2
- Road Xpeditor 1 e 2